# Vivo por Elena
Vivo por Elena es una telenovela mexicana producida por Juan Osorio para la cadena Televisa, emitida por El Canal de Las Estrellas entre el 6 de abril y el 11 de septiembre de 1998. Es una adaptación de La señorita Elena, original de Delia Fiallo.
Fue protagonizada por Victoria Ruffo y Saúl Lisazo, con las actuaciones antagónicas de Ana Patricia Rojo, Sebastián Ligarde, Jean Duverger, Julieta Bracho y Maty Huitrón; contó con las actuaciones estelares de Arturo Peniche, Cecilia Gabriela, Anahí, Pablo Montero y los primeros actores Sergio Corona y Leonorilda Ochoa.

## Argumento
Elena vive junto a sus hermanas Consuelo y Natalia, en una vecindad propiedad de Don Fermín. Consuelo trabaja día y noche para pagarle los estudios universitarios a su hermana Elena. Pero la falta de escolaridad de Consuelo hacen que termine trabajando en un cabaret. Aunque para ocultar la vergüenza, ella dice ser enfermera. Elena conoce a Ernesto, un hombre que se muestra ante ella bueno y comprensivo pero solamente quiere obtener sus favores sexuales. Elena es inocente e ingenua, piensa que Ernesto está enamorado y quiere construir una vida junto a ella, pero es otra la realidad.
Elena es drogada y creyendo que fue abusada por Ernesto, cuando recobra la conciencia no recuerda nada y el propio Ernesto le "confirma" el abuso, aunque la verdad es todo un invento de él. Elena, sintiéndose ultrajada y humillada, huye del lugar y jura no volver a enamorarse. 
En otra parte de la ciudad vive Juan Alberto Montiel, un prestigioso y reconocido juez quien piensa haber logrado formar una familia excepcional y envidiable, pero no se da cuenta de que las horas de trabajo que dedica a su profesión han provocado que su esposa Silvia encuentre un amante. Así es como la corre de su casa y ella se marcha al extranjero con su tía. Mientras su hijo Juanito sufre el abandono de su madre y las largas ausencias de su padre, es criado por Simona y su abuela Rebeca. Simona se encarga de robarle las ilusiones al niño y prácticamente le impide hacer nada todo el día.
Juan Alberto jura no volver a creer en el amor y se refugia aún más en el trabajo. Adolfo, su mejor amigo, le reclama el abandono en que tiene a Juanito y este intenta ser un amigo para él; siendo tarde pues Juanito es un niño caprichoso y malcriado. Entonces Juan Alberto decide contratar a una maestra que lo eduque. Por recomendación de Adolfo, Juan Alberto contrata a Elena, que se convierte en una madre para el niño aunque realmente se enamora de Juan Alberto, quien también advierte sentir algo por ella. A pesar de que ambos se niegan a volver a enamorarse, terminan por anunciar su amor, lo cual se les complica con la reaparición de Silvia que quiere reconquistar a Juan Alberto. A la vez Ernesto, quien resulta ser hermano de Juan Alberto, comienza a atentar contra el amor de su hermano ya que desea recuperar a Elena.

## Elenco
- Victoria Ruffo - Elena Carvajal
- Saúl Lisazo - Juan Alberto Montiel
- Ana Patricia Rojo - Silvia Fonseca de Montiel / Raquel Cabanas
- Sebastián Ligarde - Ernesto de los Monteros
- Arturo Peniche - Héctor Rubalcava
- Leonorilda Ochoa - Aurora
- Sergio Corona - Don Fermín
- Cecilia Gabriela - Consuelo "Chelo" Carvajal
- Julieta Bracho - Rebeca de De los Monteros
- Patricia Álvarez - Lumara
- Anahí - Natalia "Talita" Carvajal
- Sergio Catalán - Adolfo
- Maty Huitrón - Simona Pacheco
- Imanol - Juan "Juanito" Montiel Fonseca
- Carlos Rotzinger - Lic. Gustavo Linares
- Adriana Lavat - Adriana
- Adriana Barraza - Hilda "La Machín"
- Pablo Montero - Luis Pablo Moreno
- José María Torre - Julio
- Manuel Landeta - Hugo Milanés
- Kelchie Arizmendi - Panchita
- Carlos Espejel - Óscar Moreno
- Alejandra Procuna - Ely
- Luis de Icaza - Demetrio Rojo
- Ramón Coriat - Rudy
- Anel - Jenny
- Jean Duverger - El Güero / El Negro
- Ofelia Guilmáin - Doña Luz
- Lucía Guilmáin - Enedina
- Lucila Mariscal - Gardenia
- Miguel Garza - Sergio
- Hilda Aguirre - Érica
- Julián Bravo - Francisco "Paco" Valenzuela
- Giorgio Palacios - Lalo
- Kristoff - El Pecas
- Gerardo Gallardo - El Sapo
- Serrana - Yolanda
- Claudia Silva - Jimena
- Tony Flores - Bertoldo
- Yadira Santana - Raisa Martín
- Mónica Prado - Berta
- Héctor Cruz - Roque
- Tania Prado - Noemí
- Francis - Francisca
- Pablo Cheng - Poli Valencia
- Erika Monarrez - Casimira
- Jessica Segura - Marta
- Ernesto Valenzuela - Larry
- Luz María Aguilar - Abril
- Paco Ibáñez - Ausencio
- Niurka Marcos - Mirta
- Alejandra Meyer - Sra. Garay
- Constantino Costas - Dr. Justo Cansino
- José Antonio Ferral - Genovevo "El Hacendado"
- Anthony Álvarez - Leandro
- Sergio Jiménez
- Juan José Origel - El Panameño

## Equipo de producción
- Historia original: Delia Fiallo
- Versión libre y libretos: Marcia del Río, María Cristina Ribal
- Edición literaria: Ricardo Tejeda
- Tema de entrada: Vivo por ella
- Letra y música: Luis Gómez, Valerio Zelli, Mauro Mengali, Gatto Panceri
- Intérpretes: Andrea Bocelli, Marta Sánchez
- Música de fondo: Raúl Elizalde
- Escenografía y ambientación: Felipe López, Germán Paredes, Miguel Hernández, Patricia de Vicenzo
- Diseño de vestuario: Dulce Penettre, J. Manuel Martínez
- Diseño de imagen: Televisa San Ángel
- Editor: Ricardo Rodríguez Bautista
- Musicalizador: Saúl Torres
- Coordinación de producción: Ramón Ortiz Quiñonez, Janeth Wehbe Trevizo
- Dirección de cámaras: Alejandro Álvarez Ceniceros
- Realización: Karlos Velázquez
- Dirección de escena: Manolo García, Rafael Rojas
- Director general: Sergio Jiménez
- Productor ejecutivo: Juan Osorio

## Versiones
- La cadena venezolana Venevisión realizó la versión original de esta historia con el título de La señorita Elena emitida en 1967 y protagonizada por Marina Baura y José Bardina.
- En 1974 se realizó otra versión con el mismo título, protagonizada por Ada Riera y José Luis Rodríguez "El Puma".
- La cadena venezolana RCTV realizó en 1986 otra versión de esta telenovela titulada Atrévete, producida por Henry Márquez, dirigida por César Enríquez y protagonizada por Caridad Canelón y Pedro Lander.

## Premios

### Premios TVyNovelas 1999
| Categoría                | Nominada         | Resultado |
| ------------------------ | ---------------- | --------- |
| Mejor actriz protagónica | Victoria Ruffo   | Nominada  |
| Mejor actriz de reparto  | Cecilia Gabriela | Nominada  |